# 宇陀警察署
宇陀警察署（うだけいさつしょ）は、奈良県警察にかつて存在した警察署の一つである。

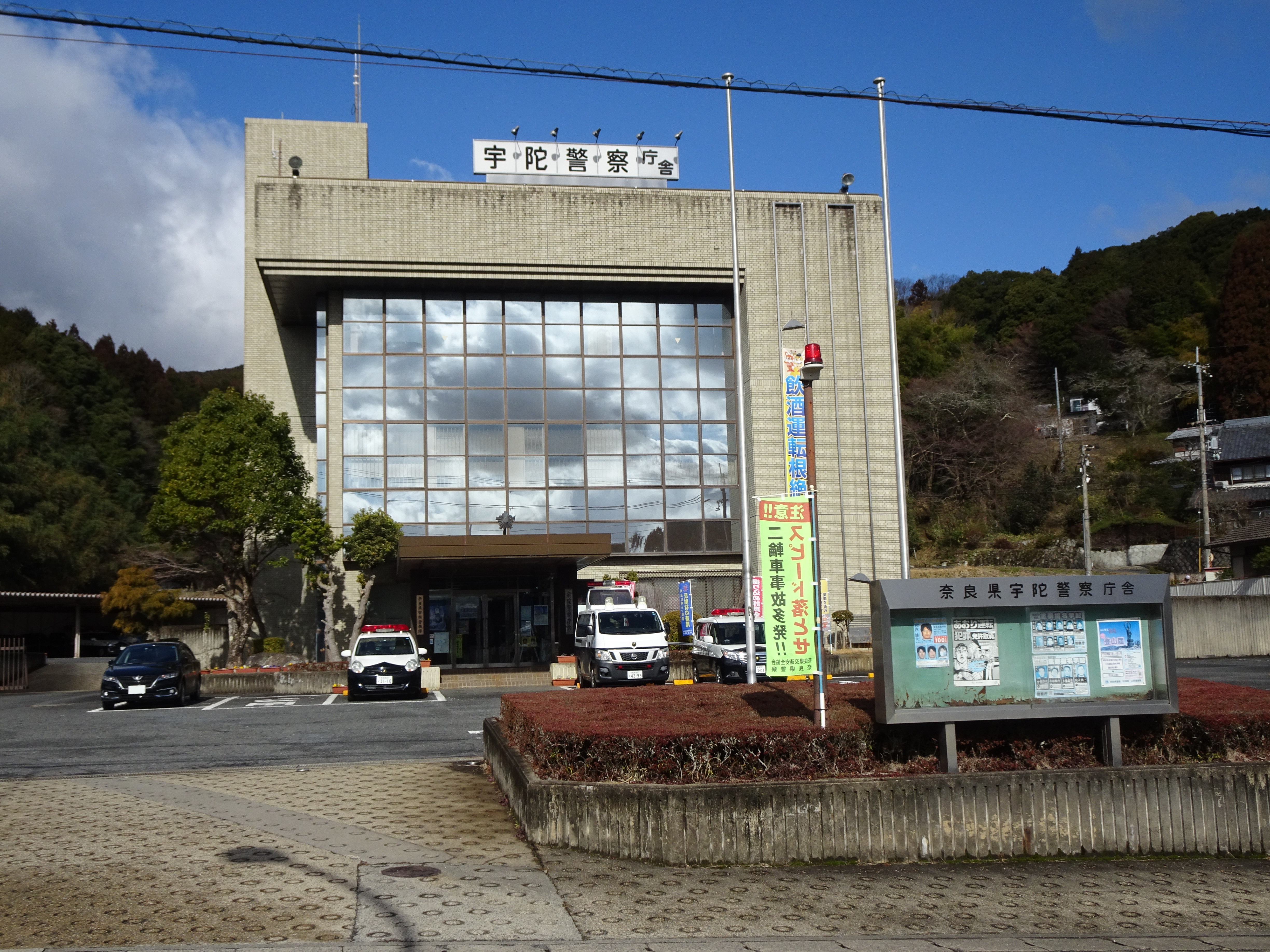
宇陀警察署庁舎（現：桜井警察署宇陀警察庁舎）

## 所在地
- 奈良県宇陀市榛原萩原1953番地の1

## 管轄区域
- 宇陀市
- 宇陀郡曽爾村、御杖村
- 吉野郡東吉野村

## 沿革
- 1983年（昭和58年）10月：大宇陀警察署を統合し、榛原警察署から改称。
- 2006年（平成18年）1月1日：宇陀郡大宇陀町、菟田野町、榛原町、室生村の4町村をもって宇陀市ができる。
- 2014年（平成26年）3月3日：警察署再編整備計画に伴い桜井警察署に統合、庁舎は宇陀警察庁舎に変更[1]。

## 幹部交番
（ ）の中は所在地
- 大宇陀幹部交番（宇陀市大宇陀迫間）

## 交番
（ ）の中は所在地
- 榛原駅前交番（宇陀市榛原萩原）

## 駐在所
（ ）の中は所在地
- 内原駐在所（宇陀市大宇陀内原）
- 天満台駐在所（宇陀市榛原天満台西）
- 高井駐在所（宇陀市榛原高井）
- 古市場駐在所（宇陀市菟田野古市場）
- 松井駐在所（宇陀市菟田野松井）
- 大野駐在所（宇陀市室生大野）
- 三本松駐在所（宇陀市室生三本松）
- 室生駐在所（宇陀市室生）
- 曽爾駐在所（宇陀郡曽爾村今井）
- 御杖駐在所（宇陀郡御杖村菅野）
- 高見駐在所（吉野郡東吉野村木津（こつ））
- 小川駐在所（吉野郡東吉野村小川）